# لیگ دسته یک بسکتبال زنان ایران ۱۳۷۹
لیگ دسته یک بسکتبال زنان ایران ۱۳۷۹ سومین دوره لیگ دسته یک بسکتبال زنان ایران و بالاترین سطح مسابقات بسکتبال زنان ایران در سال ۱۳۷۹ بود. این مسابقات از ۲۶ مهرماه ۱۳۷۹ درمجتمع ورزشی بعثت آغاز شد. این مسابقات در ۲ گروه ۵ تیمی به صورت دوره‌ای (رفت و برگشت) انجام گرفت. در گروه یک: تیم‌های مقاومت تهران ، پیام شیراز (واسکوربوردتتای شیراز)، حجاب شیراز ، فجر سپاه و اداره کل تربیت بدنی دانشگاه آزاد اسلامی حضور داشتند. در گروه دوم نیز ۵ تیم پیکان تهران، فولاد مبارکه اصفهان، دانشگاه آزاد اسلامی، همای تهران و ذوب آهن اصفهان شرکت داشتند.
در پایان مرحله گروهی ۴ تیم دانشگاه آزاد و حجاب شيراز از گروه الف و ذوب آهن اصفهان و همای تهران از گروه ب، به مرحله نیم‌نهایی صعود کنند. مسابقات این مرحله در ۱۹ بهمن ماه ۱۳۷۹ در مجموعه ورزشی آزادی تهران آغاز شد.